# Vandélicourt

Vandélicourt este o comună în departamentul Oise, Franța. În 1 ianuarie 2022 avea o populație de 257 de locuitori.